# 사나다정
사나다정(真田町)은 나가노현 지사가타군에 설치되었던 정이다. 현재의 우에다시에 해당한다.

## 지리
동서 약 19.6km, 남북 약 17.2km의 역사형을 이루고 있다

## 역사
전국기에 가이 국 다케다 씨의 가신이 되어 도요토미 정권 시절 다이묘화되어 근세 다이묘로 존속한 사나다 씨 발상지이다.
- 1958년 10월 1일 - 오사촌, 소에히촌, 모토하라촌이 합병해 성립하였다. 사나다 정명은 사나다씨 발상지에서 유래되었다.
- 2006년 3월 6일 - 우에다시, 마루코정, 다케시촌과 합병해 새로운 우에다시가 성립하였다.  48년 마을의 역사가 끝났다.사나다 정사무소는 우에다 시청 사나다 지역 자치 센터로 개칭하였다.

## 교통

### 도로
- 조신에쓰 자동차도
- 국도 제144호선
- 국도 제406호선